# Ptilodactyla malabarensis
Ptilodactyla malabarensis is een keversoort uit de familie Ptilodactylidae. De wetenschappelijke naam van de soort is voor het eerst geldig gepubliceerd in 1938 door Pic.